# Fohrde
Fohrde [ˈfoːʁdə] ist ein Ortsteil der Stadt Havelsee im Landkreis Potsdam-Mittelmark im Land Brandenburg und ist Teil des Amtes Beetzsee. 2002 schloss sich Fohrde freiwillig mit der Stadt Pritzerbe und den Gemeinden Briest und Hohenferchesar zur Stadt Havelsee zusammen, zu welcher 2008 noch das Dorf Marzahne wechselte. Fohrde liegt zwischen südlichem Ufer des Pritzerber Sees und der Havel. Im Osten und Norden grenzt das Naturschutzgebiet Untere Havel Süd direkt an das Dorf. Die Bundesstraße 102 führt durch den Ort. Der Haltepunkt Fohrde liegt an der Bahnstrecke Treuenbrietzen–Neustadt (Dosse) und wird durch die Linie RB 51 bedient.

## Geschichte
Bereits in vorgeschichtlicher Zeit war die Gegend von Menschen bewohnt. Anhand archäologischer Funde konnten Besiedlungen des Raums spätestens seit der mittleren Steinzeit nachgewiesen werden. So wurden im Gebiet des Pritzerber Sees zahlreiche Artefakte aus Knochen und Geweih ausgegraben, die in die jungpaläolithische beziehungsweise mesolithische Zeit datiert werden konnten. Man fand beispielsweise Spitzen, knöcherne Angelhaken und ein Schwirrgerät. Eisenzeitliche Grabfelder wurden in der Umgebung des Pritzerber Sees gefunden. Am Gallberg zwischen Hohenferchesar und Fohrde wurden mehrere prähistorische Urnengräberfelder, die von der Bronze- bis in die Römische Kaiserzeit zu datieren sind, entdeckt. Ein großer Teil der prähistorischen Funde um Pritzerbe ist im Kreismuseum Jerichower Land in Genthin ausgestellt.
In seinem Werk Germania beschreibt Tacitus die Gegend östlich der Elbe bis an die Oder als Siedlungsgebiet des suebischen Stamms der Semnonen. Bis auf wenige Restgruppen verließen die Semnonen noch vor beziehungsweise spätestens während der Zeit der Völkerwanderung ab dem 3. beziehungsweise 4. Jahrhundert ihr altes Siedlungsgebiet an der Havel in Richtung des Rheins. Ab dem 6. Jahrhundert zogen slawische Stämme aus dem Osten kommend in den nach der Abwanderung der Germanen seit etwa einhundertfünfzig Jahre weitgehend siedlungsleeren Raum. Reste germanischer Bevölkerung gingen in der slawischen Mehrheitsbevölkerung auf.
Das Dorf Fohrde wurde erstmals am 4. Februar 1227 als villa Verden in einer Urkunde erwähnt. Der Name leitet sich wohl vom mittelniederdeutschen Wort vorde beziehungsweise vörde für Durchgang, Durchfahrt, Furt beziehungsweise vort für enger Zugang, schmaler Dammweg, Wasserdurchgang, Furt ab. In der Urkunde mit der Ersterwähnung Fohrdes bestätigte der Bischof von Brandenburg als Lehnsherr die Schenkung zweier Hufe Land durch einen Ritter Daniel von Mukede an das Brandenburger Domhospital. Sieben Jahre später, am 27. Februar 1234, bestätigte Papst Gregor IX. urkundlich den kirchlichen Besitz in der „villa Vorden“. Wie das umliegende Land mit seinen Ortschaften lag auch Fohrde bis zur Mitte des 16. Jahrhunderts, 1571, im Hochstift Brandenburg, dem Fürstentum des Bischofs von Brandenburg. Es wurde von diesem als Lehen vergeben. So kamen Teile 1375 an einen Knappen Kothe und 1450 an eine Familie Lantin oder Landin. Später und über die Reformation hinaus waren die von Brösike Lehensnehmer.
Mit der Reformation ging auch Fohrde in landesherrschaftlichen Besitz über. Bis 1816 kam es zunächst an das Domäneamt Ziesar und dann bis 1872 an das Domäneamt Lehnin. Die Dorfgemeinde bestand 1624 aus fünfzehn Hüfner, sieben Kossäten, einem Hirten, einem Laufschmied und einigen Schäferknechten. Insgesamt gehörten zu dieser Zeit 42 Hufen Land zum Ort. 1772 hatte er 185 Einwohner. Im 19. Jahrhundert wuchs Fohrde beträchtlich. 1840 bestand es aus 35 Wohnhäusern, 1900 waren es bereits 101. Wie in anderen Ortschaften der Gegend wurde in Fohrde das Ziegeleiwesen ein bedeutender Wirtschaftszweig. Durch die Anbindung an Wasserwege konnten die gefertigten Ziegel gut in die Städte Brandenburg, Potsdam und Berlin transportiert werden. 1860 gab es in Fohrde zwei Ziegeleien. 1895 wurde nach dem Bau einer Brücke der jahrhundertelange Fährbetrieb zwischen Fohrde und Pritzerbe eingestellt. Das Wachstum des Ortes ging weiter. 1931 bestand Fohrde aus 131 Wohnhäusern. 1933 gab es im Ort 931 und 1939 bereits 1068 Einwohner. Nach dem Zweiten Weltkrieg teilte 1948 die damalige sowjetische Verwaltung während der Bodenreform 224 Hektar Land für 33 Eigentümer neu auf. 1950 wurde das Dorf Tieckow nach Fohrde eingemeindet. Eine erste LPG wurde 1953 gegründet.
Politisch gehörte Fohrde seit 1815 zur damals neugegründeten preußischen Provinz Brandenburg. Ein Jahr später wurde der Landkreis Westhavelland gegründet, dem diese Orte angegliedert waren. Nach dem Zweiten Weltkrieg und der Gründung der DDR 1949 wurde Fohrde mit allen heute zu Havelsee gehörenden Orts- und Gemeindeteilen 1952 dem Kreis Brandenburg, der 1993 im Landkreis Potsdam-Mittelmark aufging und damit dem neuen Bezirk Potsdam, der bis 1990 bestand, zugeordnet.
Am 1. Juli 1950 wurde die bis dahin eigenständige Gemeinde Tieckow eingegliedert.

## Bevölkerungsentwicklung
| Jahr | Einwohner |
| ---- | --------- |
| 1875 | 605       |
| 1890 | 711       |
| 1910 | 728       |
| 1925 | 770       |
| 1933 | 931       |

| Jahr | Einwohner |
| ---- | --------- |
| 1939 | 1 067     |
| 1946 | 1 192     |
| 1950 | 1 532     |
| 1964 | 1 329     |
| 1971 | 1 259     |

| Jahr | Einwohner |
| ---- | --------- |
| 1981 | 1 093     |
| 1985 | 1 042     |
| 1989 | 960       |
| 1990 | 943       |
| 1991 | 923       |

| Jahr | Einwohner |
| ---- | --------- |
| 1992 | 913       |
| 1993 | 931       |
| 1994 | 986       |
| 1995 | 1 160     |
| 1996 | 1 313     |

| Jahr | Einwohner |
| ---- | --------- |
| 1997 | 1 382     |
| 1998 | 1 447     |
| 1999 | 1 433     |
| 2000 | 1 472     |
| 2001 | 1 491     |

Gebietsstand des jeweiligen Jahres

## Sehenswürdigkeiten

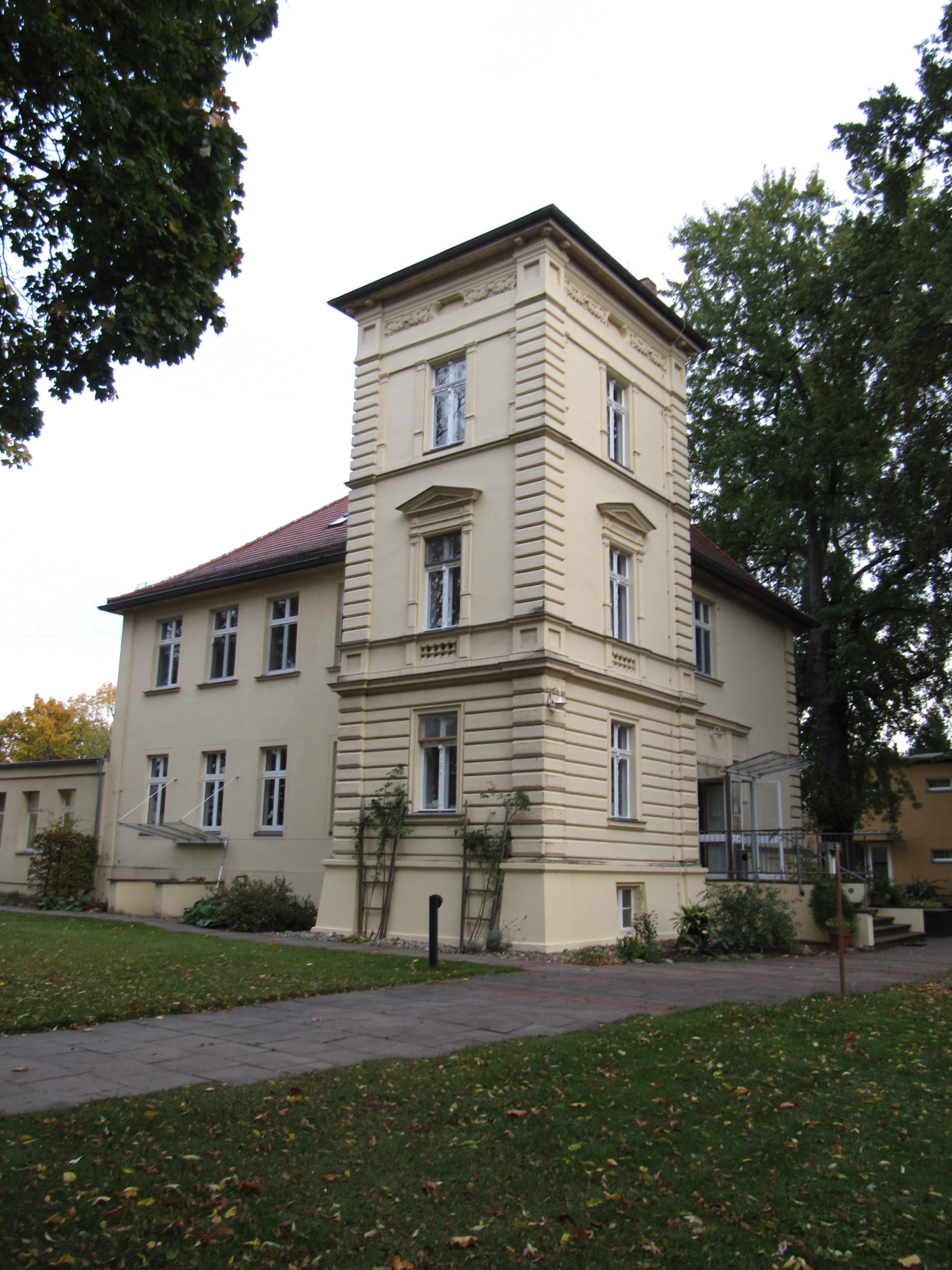
Die Villa Fohrde

In Fohrde befindet sich die sogenannte Villa Reichstein beziehungsweise Villa Fohrde, eine klassizistische ehemalige Sommervilla des Brandenburger Fabrikbesitzers Reichstein. Heute ist das Gebäude eine von einem gemeinnützigen Verein getragene Bildungs- und Tagungsstätte. In der Einrichtung werden Seminare und andere Veranstaltungen angeboten und durchgeführt. Bis 1992 war in dem Gebäude die ehemalige August-Bebel-Schule untergebracht.
Bei der Dorfkirche handelt es sich um einen schlichten barocken Putzbau aus dem Jahr 1765 mit Chor, Kirchenschiff, einem kleinen Querhaus und einem Westturm mit Turmhaube. Im Inneren der Kirche befindet sich eine hölzerne Altarwand. Die Orgel stammt aus dem Jahr 1861 vom Berliner Orgelbaumeister Wilhelm Remler. Sie steht auf einer um die Orgel leicht ausgebauchten hölzernen Westempore über dem Eingang, die reichlich mit Malerei verziert ist.
Das Gehöft in der Fohrder Hauptstraße 7 besitzt einen reichen Fries mit kleinen Konsolen und ein Gesims unmittelbar unter der Traufe. Das Portal weist Pilaster mit blumigen Kapitellen und eine ausgeschmückte Verdachung mit Wappen auf.